# Parana
Parana (izvorno špansko Río Paraná, portugalsko Rio Paraná) je trinajsta najdaljša reka na svetu in druga največja v Južni Ameriki. Njeno ime v jeziku staroselskega ljudstva Tupi pomeni (velika) kot morje.

## Potek
Reka dobi svoje ime po sotočju rek Paranaíba in Rio Grande v bližini brazilskega mesta Aparecida do Tabuado. Od tam najprej teče proti jugozahodu. Po 619 km, ko priteče do paragvajskega mesta Salto del Guaíra (v bližini katerega se je spuščala v sedemstopenjskih slapovih Sete Quedas, dokler jih ni leta 1982 poplavilo akumulacijsko jezero hidrocentrale Jez Itaipu in se obrne proti jugu, tvori najprej mejo med Paragvajem in Brazilijo. Od izliva reke Iguasu (nadaljnjih 190 km južneje) dalje predstavlja naravno mejo med Paragvajem in Argentino in se začne postopoma  obračati proti jugozahodu, dokler se pri mestih Encarnación oz. Posadas (po 290 km) ne obrne povsem proti zahodu. Ob izlivu reke Paragvaj (ki je njen najdaljši pritok) pri Corrientesu (nadaljnjih 340 km) se nenadoma obrne proti jugu in nadaljuje le še po ozemlju Argentine. Po okoli 600 km se pri mestu Rosario nekoliko obrne proti jugovzhodu in se po okoli 300 km, v zadnjem delu se deltasto razdeli v več rokavov, nedaleč od mesta Tigre združi z reko Urugvaj v Srebrno reko (Río de la Plata), ki se izliva v Atlantski ocean.
Dolžina reke od sotočja do združitve z reko Urugvaj je okoli 2570 km, če k temu prištejmo še dolžino reke Paranaíba, naraste na 3998 km.

## Porečje
Porečje reke Paraná obsega skoraj celoten Paragvaj, velik del južne Brazilije, severno Argentino in celo manjši del južne Bolivije. V porečju ležijo pomembna mesta, kot so São Paulo, Brasília, Asunción in Buenos Aires. Če reko Urugvaj štejemo kot njen pritok, se porečje razširi še na večji del Urugvaja.

## Gospodarski pomen
Reka je pregrajena z jezovoma za dve veliki hidroelektrarni. Jez Itaipu v bližini mesta Ciudad del Este, ki  si jo delita Brazilija in Paragvaj, je danes z 12.600 MW moči med največjimi na svetu. Druga elektrarna z instalirano močjo 4050 MW, ki si jo delita Argentina in Paragvaj, je Yacyretá in je dobrih 80 km zahodno od kraja Posadas.
Reka je plovna v večini svojega toka in tako predstavlja vodno pot do Atlantika za precej argentinskih in paragvajskih mest, ki imajo rečna pristanišča tudi za ladje z globokim ugrezom. Z dograditvijo obeh velikih hidroelektrarn je bila preprečena plovba še višje po toku navzgor.
Precejšnje število ribičev je življenjsko odvisnih od ribolova v reki Paraná in njenih pritokih. Dve izmed gospodarsko najpomembnejših ribjih vrst sta surubí (Pseudoplatystoma) in sábalo (Prochilodus lineatus).

## Pomembnejša mesta ob reki

### Brazilija
- Presidente Epitácio
- Guaíra
- Foz do Iguaçu

### Paragvaj
- Ciudad del Este
- Encarnación

### Argentina
- Puerto Iguazú
- Posadas
- Corrientes
- Santa Fe
- Paraná
- Rosario